# Sobralia hirta
Sobralia hirta är en orkidéart som beskrevs av David Edward Bennett och Eric Alston Christenson. Sobralia hirta ingår i släktet Sobralia och familjen orkidéer.
Artens utbredningsområde är Peru. Inga underarter finns listade i Catalogue of Life.